# Wappen Düsseldorfs

Wappen der Stadt Düsseldorf, Entwurf von Otto Hupp, 1938

Das Wappen Düsseldorfs ist Gemeindewappen, Marken- und Hoheitszeichen der Stadt Düsseldorf. Auf einem silbernen Schild zeigt es den blau gekrönten und blau gezungten, doppelschwänzigen, roten Bergischen Löwen mit einem blauen, gesenkten Anker in den in Blau bewehrten Pranken. In seiner heutigen Gestaltung geht es auf den Entwurf des Wappenkünstlers Otto Hupp aus dem Jahre 1938 zurück.

## Geschichte

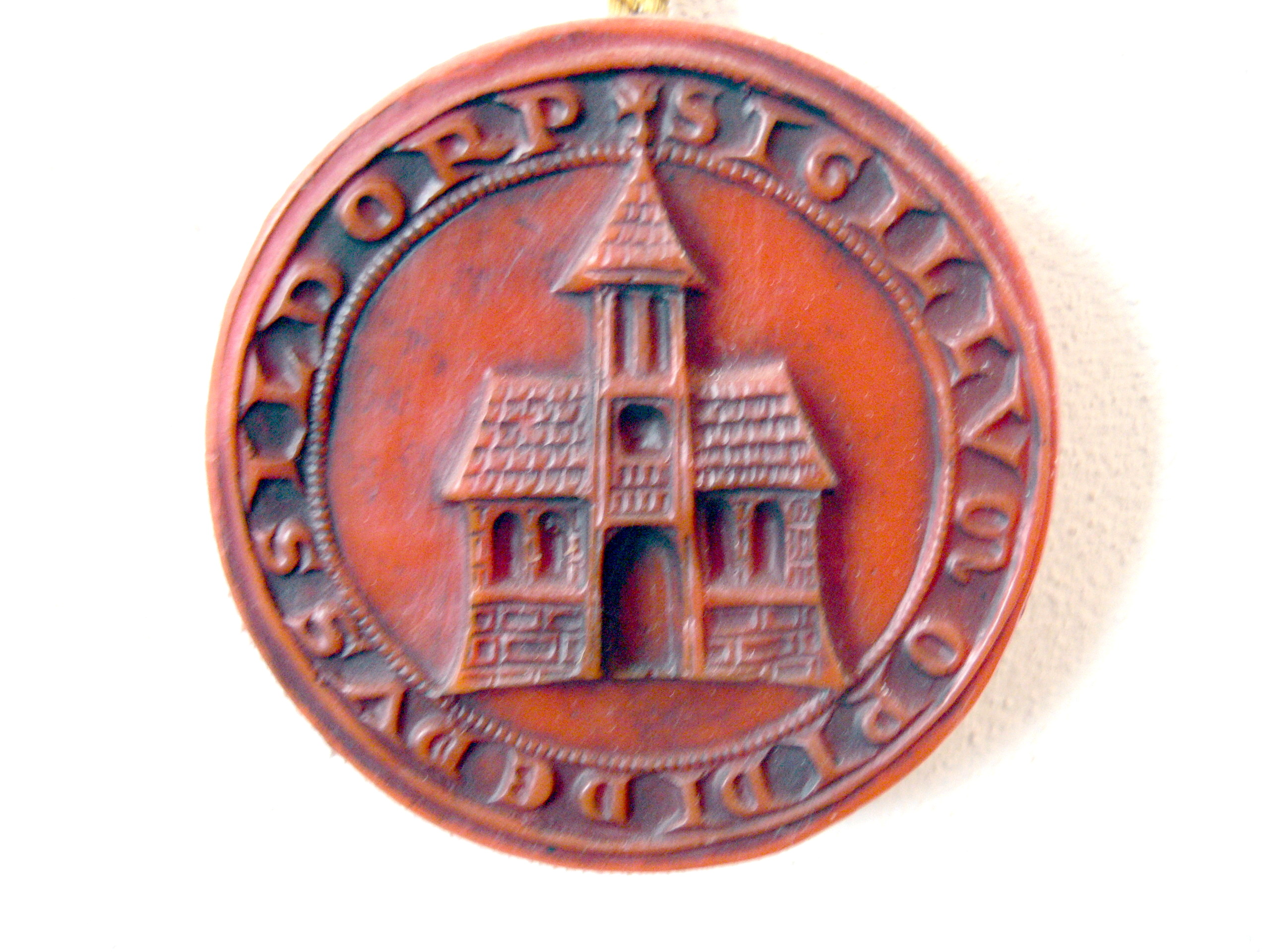
Ältestes Hauptsiegel der Stadt Düsseldorf (1303)

Als ältestes Hoheitszeichen Düsseldorfs ist das Hauptsiegel der Stadt aus dem Jahr 1303 überliefert. Es zeigt das Bild eines Gebäudes, das nach herrschender Meinung als Ansicht eines Vorgängerbaus der heutigen Lambertuskirche zu deuten ist. Als Symbol des Gegensiegels war im 14. Jahrhundert bereits das landesherrliche Wappentier des Stadtgründers Adolf V. von Berg, der Bergische Löwe, in Gebrauch.

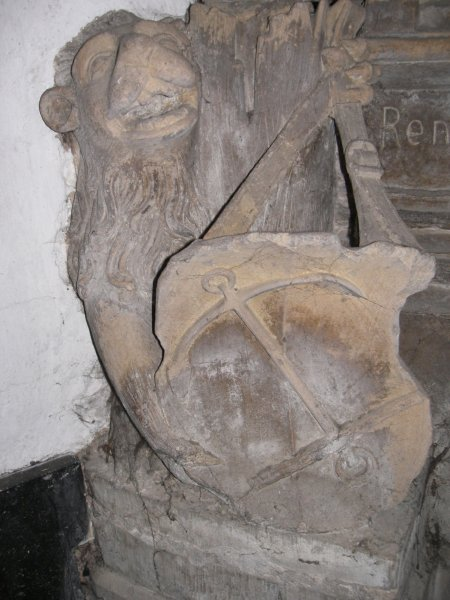
Düsseldorfer Wappen mit gestürztem, schräg gelegtem Anker vom Ende des 15. Jahrhunderts am Fuß des Sakramentshäuschens in der Kirche St. Lambertus. Ein Löwe, wohl der Bergische Löwe ohne Krone, fungiert als Schildhalter.

Aus dem späten 15. Jahrhundert ist – als älteste Repräsentation der Stadt Düsseldorf in einem Wappenschild – ein schräg gelegter, gestürzter Anker überliefert. Eine solche Darstellung findet sich als halbplastisches Zeichen an einer vollplastischen Löwenfigur mit Schild am Sakramentshäuschen der Kirche St. Lambertus, außerdem auf dem Chorgestühl der Stiftskirche, dessen Entstehung um das Jahr 1500 anzusetzen ist. Da der Anker auf Siegeln vornehmer Düsseldorfer Schöffenfamilien bereits spätestens seit dem Jahr 1303 in Gebrauch war, nahm der Archivar und Heraldiker Otto Korn an, dass der Anker als Wappensymbol Düsseldorfs schon kurz nach der Stadtwerdung verwendet worden ist, also kurz nach der Schlacht von Worringen und der Verleihung der Stadtrechte am 14. August 1288. Diese Einschätzung blieb unwidersprochen. Als Wappensymbol wird der Anker auf die Rheinschifffahrt bezogen, insbesondere auf das Fähramt zwischen Düsseldorf und Neuss, das Wilhelm I. von Berg 1298 einem Konsortium von fünf Düsseldorfer Bürgern verliehen hatte.

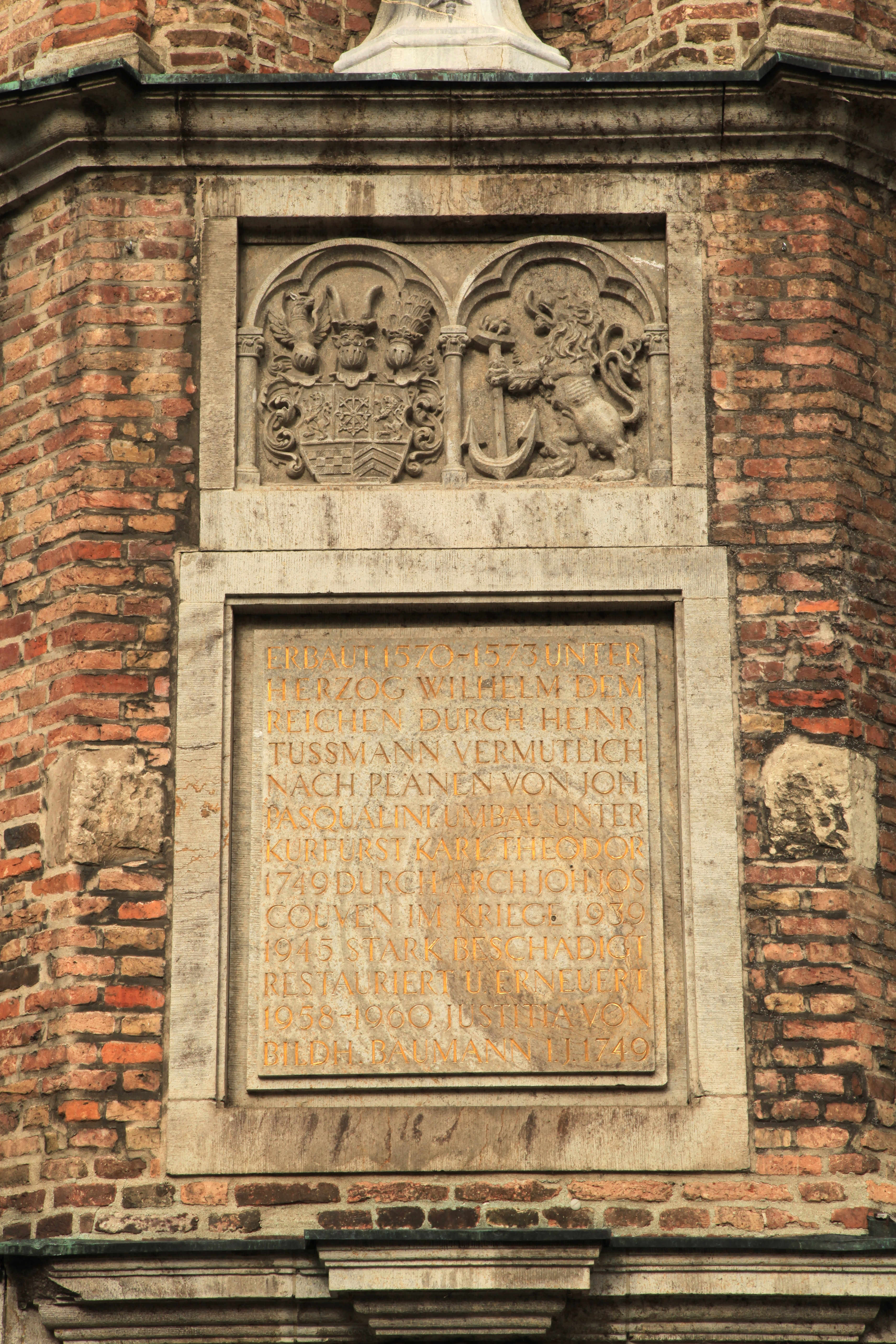
Treppenturm am Alten Rathaus Düsseldorf: Bergischer Löwe mit Anker als Steinrelief neben dem Landeswappen von Jülich-Kleve-Berg, möglicherweise ein Zeichen des Düsseldorfer Schöffenkollegiums, das die Kombination von Löwe und Anker auf seinem Gerichtssiegel von 1555 führte

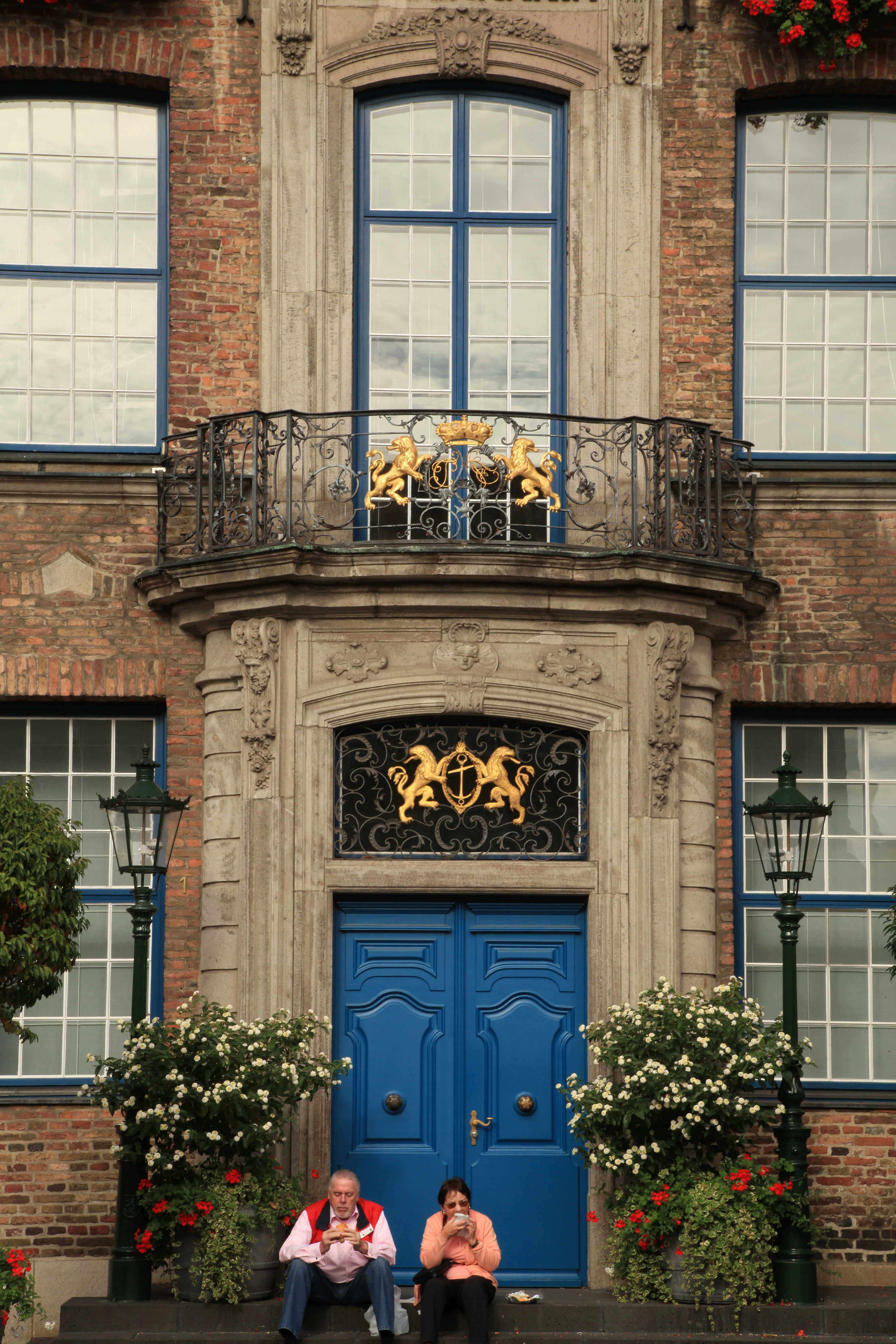
Haupteingang des Alten Rathauses Düsseldorf: altes Ankerwappen mit Löwen als Schildhalter im schmiedeeisernen Barockgitter des Oberlichts, um 1749

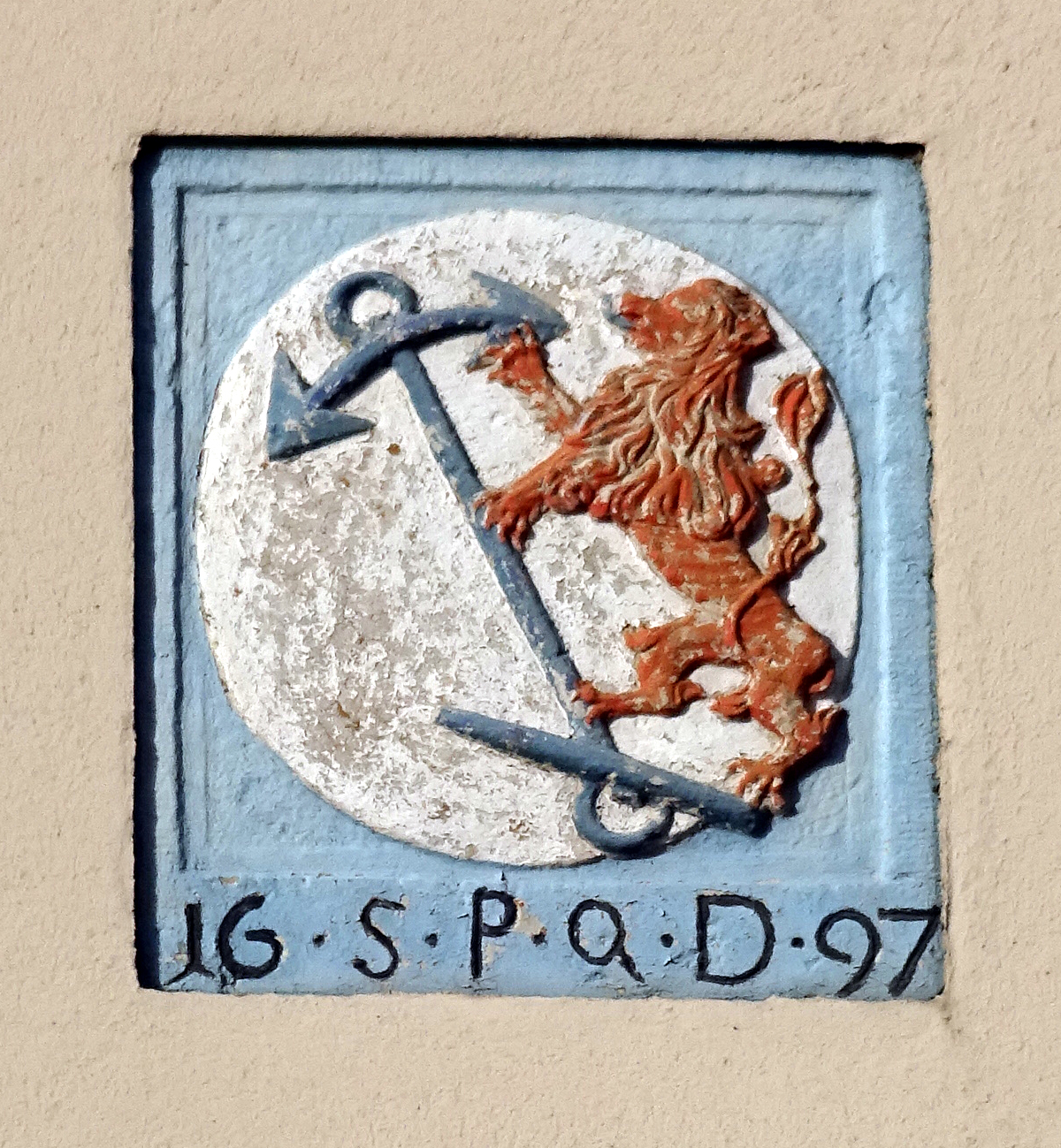
Roter Löwe mit gestürztem Anker als hoheitliches Symbol des Stadtrats (SPQD – Senatus Populusque Dusseldorpiensis) am alten Fleischhaus in der Ritterstraße (1697)

Einstweilen blieb der Anker das einzige Wappensymbol der Stadt. Um die Mitte des 18. Jahrhunderts tauchte jedoch auf Lötigkeits-Stempeln Düsseldorfer Silberschmiede eine Kombination von Löwe und aufrechtem Anker als Beschauzeichen auf, nachdem am alten Fleischhaus bereits 1697 eine solche Kombination, allerdings mit gestürztem Anker, angebracht war. Eine vergleichbare Darstellung ist als angebliche Wiedergabe des Düsseldorfer Stadtwappens auch in der Sammlung des jülich-bergischen Archivars Johann Godfried von Redinghoven erhalten, dort mit aufrechtem Anker. Im 17. Jahrhundert führte die Stadt Düsseldorf in ihrem Sekretsiegel das Bild ihres Ende des 16. Jahrhunderts errichteten Rathauses, wobei in der damals noch vorhandenen Treppenanlage am Eingang in einer Wölbung der Bergische Löwe mit Anker zu sehen war.
Dass sich in der städtischen Heraldik in der Mitte des 18. Jahrhunderts eine Kombination von Anker und Löwe mit der Darstellung des städtischen Ankerwappens zu vermischen begann, zeigt das 1749 restaurierte Rathaus: An dessen Hauptportal ließen die Stadtoberen in einem schmiedeeisernen Gitter den aufrechten Anker auf einem ovalen, von Löwen gehaltenen Schild anbringen, während eine nicht sicher datierbare Figur, das als Steinrelief noch heute am Treppenturm des Rathauses neben dem alten Landeswappen von Jülich-Kleve-Berg in das Mauerwerk eingelassen ist, die Kombination von Bergischem Löwen und Anker zeigt, möglicherweise als ein Zeichen des Düsseldorfer Schöffenkollegiums, dessen Gerichtssiegel von 1555 beide Symbole erstmals gemeinsam aufwies.
Nachdem in der Franzosenzeit die alten städtischen Siegel und Wappen verboten und durch napoleonische Kaiseradler ersetzt worden waren, erlaubte Friedrich Wilhelm III. von Preußen den Städten in den neuen Gebieten am Rhein, die er durch den Wiener Kongress erhalten hatte, durch Kabinetts-Ordre vom 22. Dezember 1817 die Wiederaufnahme alter Siegel und Wappenbilder. Bald darauf, erstmals für das Jahr 1821 nachgewiesen, ließ Düsseldorf ein Siegel schneiden, das den Bergischen Löwen mit Anker zeigte. Doch schon 1829 folgte ein Siegel allein mit einem aufrechten Anker in einem bekrönten Wappenschild, gehalten von zwei Löwen. Die Düsseldorfer Bürgergarde in der Zeit der Deutschen Revolution 1848/1849 siegelte mit einer Kombination aus unbekröntem Löwen und Anker.
Zwischen 1851 und 1855 ließ der Düsseldorfer Oberbürgermeister Ludwig Hammers durch die Firma Hermann Schneider (Frankfurt/Oder) ein neues Stadtsiegel in zwei Ausführungen herstellen, ein 55 mm großes Siegel für den allgemeinen Gebrauch und ein 33 mm großes Exemplar, das er persönlich führte. Dort steht – erstmals auf einem städtischen Siegel Düsseldorfs – der Bergische Löwe mit dem Anker in einem Wappenschild. Diese Fassung blieb Vorbild für Künstler, die im Auftrag der Stadt neuere Entwürfe für die Stadt lieferten, etwa Philipp Grotjohann, der Ende des 19. Jahrhunderts eine Variante im historistischen Stil seiner Zeit schuf. In den 1920er Jahren fertigte Wolfgang Pagenstecher ebenfalls eine Variante des Stadtwappen, der keine lange Dauer beschieden war. Als letzter namentlich bekannte Wappenkünstler prägte der in Düsseldorf geborene, in Oberschleißheim bei München ansässige Maler Otto Hupp das Erscheinungsbild des Düsseldorfer Stadtwappens. Sein Entwurf, der frühere Zutaten entfernte, etwa ein noch von Pagenstecher dargestelltes Ankertau, datiert aus dem Jahr 1938. Dieses Wappen wurde am 15. Oktober 1938 eingeführt. Schon zu Beginn seiner Künstlerkarriere hatte sich Hupp mit dem Düsseldorfer Wappen beschäftigt, als er 1877 einen Zinnteller damit gravierte.
Als moderne Kunstwerke, die das Wappen Düsseldorfs behandeln, entstanden 1956 der Düsseldorfer Löwe, 1958 die Amtskette des Oberbürgermeisters von Düsseldorf und 1969 das Rathausportal Düsseldorf.
Im Jahr 2002 ließ sich die Stadt Düsseldorf, die das Wappen auf der Grundlage von § 14 Abs. 2 GO NW führt, durch den Bundesgerichtshof als Schlusspunkt eines mehrjährigen Rechtsstreits bescheinigen, dass sie als Wappeninhaberin durch das Namensrecht geschützt ist, sollte ein Unbefugter ein identisches oder ähnliches Wappen in Gebrauch nehmen und so die Gefahr einer „Zuordnungsverwirrung“ bestehen.

## Blasonierung
- nach Otto Korn: „In silbernem Schilde der aufgerichtete, doppelgeschwänzte, blaugekrönte und bewehrte Löwe der Herzöge von Berg, der einen gesenkten blauen Anker in den Pranken hält.“
- nach Rolf Nagel: „In Silber ein blaugekrönter, -gezungter und -bewehrter zwiegeschwänzter roter Löwe, einen gesenkten blauen Anker in den Pranken“.